# Fort Rivière
Fort Rivière est un fort construit par les Français à Saint-Domingue à l'époque coloniale. Ce bastion se dresse encore sur le massif du Nord à Haïti dans la commune de Saint-Raphaël, à une quarantaine de kilomètres au sud de la ville de Cap-Haïtien. 

## Descriptif
Ce bastion s'élève au sommet d'un morne très pentu. Seule la façade de ce fort est accessible au moyen d'une pente raide et rocheuse, tandis que les trois autres côtés sont situées en limite de falaises inaccessibles.

## L'attaque de Fort Rivière
En 1915, lors de l'occupation d'Haïti par les États-Unis, en vue de défendre les intérêts de la banque d'affaires américaine Kuhn, Loeb & co, les troupes américaines attaquèrent par surprise le Fort Rivière dans lequel s'étaient installés un groupe de résistants haïtiens hostiles à l'occupation de leur pays.
L'attaque eut lieu le 17 novembre 1915 à 7 heures du matin. Plus d'une centaine de marines américains, commandé par l'officier Smedley Butler, lancèrent une attaque éclair sur le fort. La surprise fut totale et mit en déroute les combattants haïtiens à peine éveillés. Tous furent tués y compris leur chef, le général Josephete, chef des combattants Cacos, mort avec cinquante de ses hommes.